# Калугерово (Пазарджицька область)
Калу́герово (болг. Калугерово) — село в Пазарджицькій області Болгарії. Входить до складу общини Лесичово.

## Населення
За даними перепису населення 2011 року у селі проживали 1164 особи.
Національний склад населення села:
| Національність   | Кількість осіб | Відсоток |
| ---------------- | -------------- | -------- |
| болгари          | 1099           | 97,9%    |
| цигани           | 20             | 1,8%     |
| не визначились   | 3              | 0,3%     |
| Всього відповіли | 1123           |          |

Розподіл населення за віком у 2011 році:
Динаміка населення: